# Старобешевский район
Старобе́шевский райо́н (укр. Старобе́шівський райо́н) — де-юре упразднённое административно-территориальное образование на юго-востоке Донецкой области Украины, население — 49497 чел., городское население: 26 668 человек, сельское население: 22 829 человек. площадь — 1282 км². Район был образован 7 марта 1923 года.
Центр — пгт. Старобешево.
В составе 2 пгт. (Старобешево, Новый Свет), 9 сельсоветов, 65 населённых пунктов.
В районе производится добыча флюсового известняка, плавикового шпата (флюорит), каолина. Ботанический памятник природы «Урочище Васильевка» (место произрастания эндемических и реликтовых растений на гранитных отслоениях). 2 музея (дважды Героя Соцтруда П. Н. Ангелиной в Старобешево и музей истории села в селе Придорожное).
Территория компактного проживания греков Приазовья. Восточная часть района (восточнее реки Кальмиус) до 1917 года входила в состав области Войска Донского.
17 июля 2020 года территория Старобешевского района вошла в состав Кальмиусского района, будучи разделённой между Старобешевской и Кальмиусской общинами.

## Население

### Численность населения
На 1 января 2019 года в районе проживает 49 497 чел., в том числе 26 668 — горожане.
- на 1 мая 2014 — 50 178 чел., в том числе 27 100 — гор.
- на 1 апреля 2014 — 50 229 чел., в том числе 27 129 — гор.
- на 1 марта 2014 — 50 267 чел., в том числе 27 130 — гор.
- на 1 февраля 2014 — 50 287 чел., в том числе 27 138 — гор.
- на 1 января 2014 — 50 336 чел., в том числе 27 162 — гор.
- на 1 декабря 2013 — 50 346 чел., в том числе 27 165 — гор.
- на 1 ноября 2013 — 50 395 чел., в том числе 27 187 — гор.
- на 1 октября 2013 — 50 477 чел., в том числе 27 230 — гор.
- на 1 сентября 2013 — 50 559 чел., в том числе 27 280 — гор.
- на 1 января 2013 — 50 675 чел., в том числе 27 305 — гор.
- на 1 января 2012 — 51 058 чел., в том числе 27 520 — гор.
- на 1 января 2011 — 51 371 чел., в том числе 27 662 — гор.
- на 1 января 2010 — 51 748 чел., в том числе 27 855 — гор.
- на 1 сентября 2009 — 51 950 чел., в том числе 27 964 — гор.
- на 1 декабря 1989 — 60 313 чел., в том числе 31 559 — гор.
- на 17 декабря 1979 — 63 441 чел., в том числе 32 637 — гор.
- на 15 января 1970 — 68 978 чел., в том числе 33 980 — гор.
- на 15 января 1959 — 56 088 чел., в том числе 29 152 — гор.
- на 17 января 1939 — 39 136 чел., в том числе 5 511 — гор.
- на 1 декабря 1933 — 41 347 чел., в том числе 1 277 — гор.

### Национальный состав
Данные переписи населения 2001 года
| N | Национальность | Количество | Уд. вес (%) |
| - | -------------- | ---------- | ----------- |
| 1 | Украинцы       | 29170      | 52,13       |
| 2 | Русские        | 17761      | 31,74       |
| 3 | Греки          | 7491       | 13,39       |
| 4 | Белорусы       | 397        | 0,71        |
| 5 | Азербайджанцы  | 241        | 0,43        |
| 6 | Немцы          | 171        | 0,31        |
| 7 | Армяне         | 122        | 0,22        |
|   | Всего          | 55952      | 100,00      |

## Населённые пункты
- город Комсомольское — 11 499 чел. (1 января 2019) Комсомольское рудоуправление (добыча флюсовых известняков).
- пгт. Старобешево (с 1779, до 1896 — Бешево) — 6 114 чел. (2019) Основан греками. Бывшие колхозы «Заветы Ильича» и имени Кирова. Универмаг, ресторан, стадион.
- пгт. Новый Свет — 9 055 чел. (2019)[3] Старобешевская ТЭС. Ресторан.

Гостиница. Бассейн. Спортивно-оздоровительный комплекс. Стадион. ДК

## Известные уроженцы и жители
- Ангелина, Прасковья Никитична
- Джарты, Василий Георгиевич
- Джуха, Иван Георгиевич
- Антонюк, Валентина Гениевна — певица (сопрано), заслуженная артистка Украины.
- Астахов, Алексей Матвеевич (1904—1984) — российский металлург.
- Халаджи, Дмитрий Васильевич — украинский спортсмен.

## Природа
Охраняемые природные территории:
- Раздольненский
- Стыльское обнажение
- Новоекатериновское обнажение
- Обнажение нижнего карбона
- Пещера № 1
- Пещера № 2
- Гречкино № 1
- Гречкино № 2
- Васильевка